# Koningshaven
De Koningshaven is een haven in Rotterdam die het Noordereiland scheidt van de wijk Feijenoord. Over de Koningshaven liggen twee monumentale bruggen: de Koninginnebrug voor stadsverkeer en de buiten gebruik gestelde spoorwegbrug "de Hef" (Koningshavenbrug). Aan de noordkant van de haven ligt de Prins Hendrikkade. Aan de zuidkant liggen de Wilheminakade, Eva Cohen Hartogkade en Nassaukade. De Koningshaven heeft twee aansluitingen op de Nieuwe Maas. Ook is het enige de vaartoegang voor de Spoorweghaven en de Binnenhaven.
Het beweegbare deel van de Erasmusbrug over de Nieuwe Maas ligt in het verlengde van de Koningshaven. Hierdoor kunnen zeer grote of hoge schepen Rotterdam passeren voor bijvoorbeeld reparaties in een van de scheepswerven aan de oostkant van Rotterdam. Verder loopt onder het water van de Koningshaven de Willemsspoortunnel.

## Geschiedenis
In 1871 werd begonnen met het graven van wat toen nog de Noorderhaven heette. Ter gelegenheid van het bezoek van Koning Willem III in 1874 kreeg de haven de naam Koningshaven.
In 1876 opende de eerste Koninginnebrug voor het stadsverkeer over de Koningshaven. In 1877 opende de eerste spoorbrug over de Koningshaven. Allebei de bruggen hadden een draaibaar gedeelte om schepen door te laten. De intergouvernementele Centrale Commissie van de Rijnvaart was bezorgd dat de nieuwe bruggen de vrije bevaarbaarheid van de rivier zouden belemmeren. Als oplossing stelde de gemeente in 1878 een gratis stoomsleepdienst in voor zeilschepen die door de Koningshaven wilden varen. De Rijksoverheid nam de verantwoordelijkheid voor het op diepte houden van de haven. Ook werd de haven tot Rijksvaarwater verklaard, onder gezag van een rijkshavenmeester.
In de loop van tijd konden de draaibruggen het groeide water- en landverkeer niet meer goed aan. In 1927 opende een nieuwe hefbrug voor het spoorweg, "de Hef" (Koningshavenbrug). In 1929 opende een nieuwe Koninginnebrug voor het stadsverkeer, nu uitgevoerd als basculebrug.
In 1994 werd de Willemsspoortunnel geopend, waarna spoorwegbrug "de Hef" buiten gebruik werd gesteld.

## Naamgenoot
In 1932 werd de naam Noorderhaven opnieuw in Rotterdam gebruikt voor een haven aan het Noorderkanaal in de stadswijk Blijdorp. In 1940 werd deze haven weer gedempt. Alleen de straatnaam Noorderhavenkade herinnert er nu nog aan.

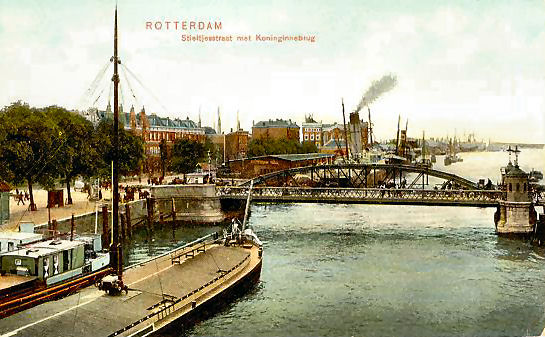
Koningshaven en koninginnebrug rond 1900
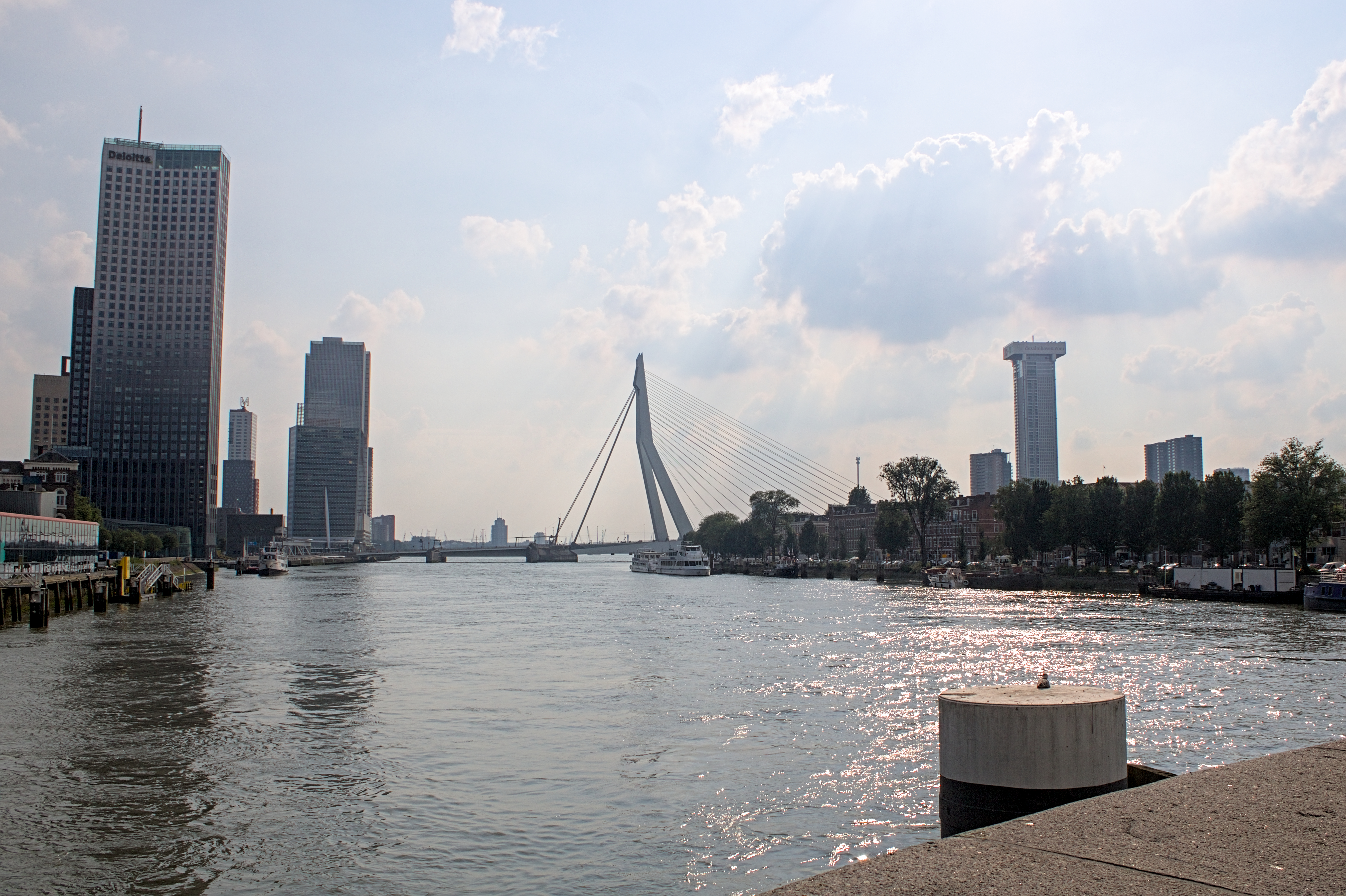
De Koningshaven vanaf de Koninginnebrug. Links hoogbouw van de Kop van Zuid, in het midden de Erasmusbrug, rechts het Noordereiland.